# Кристал Бич (Аризона)
Кристал Бич (енгл. Crystal Beach) насељено је место без административног статуса у америчкој савезној држави Аризона.

## Демографија
По попису из 2010. године број становника је 279.
| Група             | 2000.    | 2010.       |
| Белци             | 0 (0,0%) | 244 (87,5%) |
| Афроамериканци    | 0 (0,0%) | 0 (0,0%)    |
| Азијати           | 0 (0,0%) | 0 (0,0%)    |
| Хиспаноамериканци | 0 (0,0%) | 21 (7,5%)   |
| Укупно            | 0        | 279         |